# Relation (globeのアルバム)
『Relation』（リレーション）は、globeの4枚目のフルアルバム。

## 概要
前作『Love again』から8か月弱で発売され、「BRAND NEW globe 4 SINGLES」を収録したアルバム。

## 音楽性
小室哲哉は1985年にリンゼイ・ケンプが出演した「夏の夜の夢」に衝撃を受けて、「あの世界観を作れないだろうか」と思った所から始まった。
音作りのテーマは1970年代のプログレッシブ・ロック、ブリティッシュビートを参考にし、残響効果が少なめの乾いた音色を中心にまとめて、効果音も非現実的な響きの音を選び、「お買い得仕様ではない、聴いてくれる人がいるだけ作った側が救われる」という程ギリギリまで実験的な志向を貫いた。
本作はglobeプロデュースの作品となっており、KEIKOが初めて作詞に挑戦した。音源が出来上がってから作詞を行う（依頼する）小室の作品としては珍しく、KEIKOの担当した歌詞が上がってから音源制作を行った。また、KEIKO・マーク・パンサーが単独で作詞を担当した楽曲では歌入れが終わった後も、小室抜きで意見を出し合う等ボーカルディレクションに近い作業も行った。

## アートワーク
ジャケットはバラの花びらにモザイクがかかったもので、歌詞カードを開いていくとその部分が拡大されていく。裏ジャケットにはモザイクはない。小室は加工する前の写真を見てインスピレーションを受け、「庭園のバラは『集団』とひとくくりにされているけど、1本1本がコミュニケーションをとっている訳ではない。それが『関わりたくないけど関わらずにはいられない』『全く必要じゃないと思ったら必要だった』という人間関係に似ていて、その背中合わせの関係を描きたかった」と話している。

## プロモーション
リードシングル4枚分のミュージック・ビデオが撮影された。
4本は発売順に時系列順でつながっている。3本目までは「wanna Be A Dreammaker」ではKEIKO→「Sa Yo Na Ra」ではマーク→「sweet heart」では小室と主役が異なっていて、4本目の「Perfume of love」でメンバー3人が均等に出番のある構成になっている。
撮影モチーフはスーパーマーケット等「人々の生活に身近な場所」を中心に選んだ。
監督は武藤眞志が務めた。きっかけは、小室の「4曲分のMVを2日で作ってほしい」という注文から始まった。武藤は「絶対に無理です」と断ったが、小室は頑として譲らず、武藤が「やる」というまで帰さなかった。仕方なくスタジオに3つ部屋を借りて、そこに全部セットを組んで48時間不眠不休で撮影された。

## 収録曲
| 全作曲・編曲: 小室哲哉。 |                                             |                |            |      |
| #                        | タイトル                                    | 作詞           | 作曲・編曲 | 時間 |
| 1.                       | 「letting out a deep breath」               | MARC           | 小室哲哉   | 5:32 |
| 2.                       | 「across the street, cross the waters」     | MARC           | 小室哲哉   | 6:26 |
| 3.                       | 「wanna Be A Dreammaker - album version -」 | MARC・小室哲哉 | 小室哲哉   | 6:32 |
| 4.                       | 「creamy day」                              | MARC           | 小室哲哉   | 4:44 |
| 5.                       | 「Sa Yo Na Ra - album version -」           | 小室哲哉・MARC | 小室哲哉   | 5:20 |
| 6.                       | 「sweet heart」                             | 小室哲哉・MARC | 小室哲哉   | 6:45 |
| 7.                       | 「like a snowy kiss」                       | KEIKO          | 小室哲哉   | 4:40 |
| 8.                       | 「calls from the public」                   | MARC           | 小室哲哉   | 4:32 |
| 9.                       | 「Relation」                                | ‐              | 小室哲哉   | 4:42 |
| 10.                      | 「Perfume of love」                         | 小室哲哉・MARC | 小室哲哉   | 6:27 |
| 11.                      | 「illusion」                                | KEIKO          | 小室哲哉   | 5:39 |
| 合計時間:                | 合計時間:                                   | 合計時間:      | 61:19      |      |

## 楽曲解説
1. letting out a deep breath
「コンサートやミュージカルのオープニング」「1970年代のプログレッシブ・ロック」の要素を入れた[3]。
2. across the street, cross the waters
イントロと途中のテンポアップに際しKEIKOは「『現実と夢』の様に対照的」と感じ、「自分の感情の『表と裏』」を表現することに拘った[3]。
3. wanna Be A Dreammaker - album version -
13thシングル。NISSEKI「Enaカード」キャンペーンCMソング。
シングルバージョンより低音を強くし、トラックを緻密にした[1]。マークは「ロサンゼルスの空気を感じてもらえるかも」「『音はこう変えても良い』『音楽作りは面白い』ことに気付いてくれれば」と話している[3]。
4. creamy day
「アコースティックな構成の中に、1970年代のブリティッシュビートとプログレッシブ・ロックの要素を足す」というテーマの下、マークが1989年にロンドンへ留学した際、好きになった構成を押し出した[3]。
5. Sa Yo Na Ra - album version -
14thシングル。NESCAFE「ウェイクアップモーメント・ブレイクタイムモーメント」CMソング。
6. sweet heart - Full Length Version -
15thシングル。FORD「COUNTDOWN FESTIVAL」キャンペーンソング。
シングルでは一部しか使われなかったマークのパートが全て収録されたバージョン[3]。
7. like a snowy kiss
楽曲タイトルは小室が付けた[1]。
「FACES PLACES」制作時から「もっと色々表現したい」と欲を出したKEIKOから沢山の歌詞の習作を見て、当時はすぐに使える状態ではなかったのではっきり「ダメ」と言っていたが、この曲では歌詞を書くルールを踏まえた上できちんとまとまっていたので収録を決めた[3]。
8. calls from the public
マークがリードボーカルを務めた。KEIKOとデュエットしているが、「協力し合う」というよりは「それぞれの持っている力量やスキルを出し切る」様に指示した[3]。
9. Relation
インストゥルメンタルで重厚な雰囲気のボレロ[3]。
10. Perfume of love
16thシングル。日本テレビ系ドラマ「P.A. プライベート・アクトレス」主題歌。
シングルと同音源で収録。
11. illusion
テーマは「世間には何かを求めている人が多いが、勇気は自分から出していかないと意味が無い」としている[3]。
小室は「『あれ?僕は手を加えていたかな?』と勘違いする程に、僕では出てこない文節・女性特有の表現がしっかり書けていた」とKEIKOの詞を称賛している[1]。

## クレジット

### レコーディングメンバー
- 小室哲哉 : Performed
- DJ DRAGON : DJ

曲毎（以上のメンバー以外にクレジットがない場合は省略）
- letting out a deep breath
  - 松尾和博 : Guitars
  - 木村建 : Guitars
  - Brad Cummings : Bass
- across the street, cross the waters
  - 松尾和博 : Guitars
  - 木村建 : Guitars
  - Brad Cummings : Bass
  - Josh Freese : Drums
  - 佐野健二 : Vocal Direction
- wanna Be A Dreammaker - album version -
  - 小室哲哉 : Guitars
- creamy day
  - 松尾和博 : Guitars
  - 木村建 : Bass
- Sa Yo Na Ra - album version -
  - 松尾和博 : Guitars
  - 阿部薫 : Drums
- sweet heart - Full Length Version -
  - 松尾和博 : Guitars
- like a snowy kiss
  - 松尾和博 : Guitars
- calls from the public
  - 松尾和博 : Guitars, Vocal Direction
  - 木村建 : Guitars
  - Brad Cummings : Bass
  - Josh Freese : Drums
- Perfume of love
  - 松尾和博 : Guitars
  - 阿部薫 : Drums
- illusion
  - 松尾和博 : Guitars
  - 木村建 : Guitars
  - Josh Freese : Drums

### スタッフ
- Mixed : Eddie Delena
- Mastered : Chirs Bellman
- Recorded : 若公俊広, Steve Durkee, Jan Fairchild, Yen Gonzalez, 松谷秀次, Terri Wong
- Synthesizer Programming : 村上章久, 岩佐俊秀
- Production supervised : Rojam, Inc.
- Executive Produced : 松浦勝人
- General Produced : 林真司, 大下勝朗
- A&R : 柳和実
- Public relations : 下川大介, いしだしげこ
- Executive PR : 遠藤正則
- Art direction, Designed : Tycoon Graphics

## リリース履歴
| No. | 日付          | レーベル      | 規格 | 規格品番   | 最高順位 | 備考                                                               |
| --- | ------------- | ------------- | ---- | ---------- | -------- | ------------------------------------------------------------------ |
| 1   | 1998年12月9日 | avex globe    | CD   | AVCG-70004 | 1位      |                                                                    |
| 2   | 2012年3月21日 | avex infinity | CD   | AQCD-50697 |          | 「マスターピース・シリーズ」。期間限定生産廉価盤、紙ジャケット仕様 |

- 上記の他に、2016年12月21日に96kHz/24bitのハイレゾリューションオーディオとして鈴木浩二の手によりリマスタリングされ、配信リリースされた[8]。